# Bezirksgemeinde Talsi
Die Bezirksgemeinde Talsi (lettisch Talsu novads) – wie alle Novadi Lettlands in rechtlichem Sinne eine Großgemeinde – liegt im Nordwesten Lettlands in der historischen Landschaft Kurland. Ihr Verwaltungssitz ist in Talsi.
Die Bezirksgemeinde entstand im Rahmen einer Verwaltungsreform zum 1. Juli 2021 durch den Zusammenschluss des alten Bezirks Talsi mit den Bezirken Dundaga, Mērsrags und Roja, sodass er dem Kreis Talsi entspricht, der bis 2009 Bestand hatte.

## Geografie
Das Gebiet grenzt im Norden an die Ostsee, im Nordosten an den Rigaischen Meerbusen, im Südosten an die Bezirksgemeinde Tukums, im Südwesten an die Bezirksgemeinde Kuldīga und im Westen an die Bezirksgemeinde Ventspils.
Größte Flüsse sind die Roja im Norden, die Stende in der Mitte und die Abava im Süden der Bezirksgemeinde. Größter See ist der Engure-See auf der Grenze zur Bezirksgemeinde Tukums, das Ostufer des Usma-Sees bildet die Grenze zur Bezirksgemeinde Ventspils, sodass er nicht Teil der Bezirksgemeinde ist. Die höchste Erhebung ist der 175 m hohe Kamparkalns südöstlich von Talsi.
Mit dem Kap Kolka im Nationalpark Slītere liegt der nördlichste Punkt Kurlands in der Bezirksgemeinde.

## Gliederung
Die Bezirksgemeinde umfasst die 4 Städte (pilsētas) Sabile, Stende, Talsi und Valdemārpils sowie 18 Gemeinden (pagasti):
| - Abava - Ārlava - Balgale - Dundaga - Ģibuļi - Īve | - Kolka - Ķūļciems - Laidze - Lauciene - Lībagi - Lube | - Mērsrags - Roja - Strazde - Valdgale - Vandzene - Virbi |

## Verkehr
Durch die Bezirksgemeinde verläuft die Bahnstrecke Ventspils–Tukums mit Bahnhöfen in Spāre, Līči, Stende und Sabile. Wichtigste Straßenverbindung ist die von Ost nach West verlaufende Staatsstraße A10 von Riga nach Ventspils, die Teil der Europastraße 22 ist. Nordwestlich von Talsi gibt es einen Flugplatz.

## Nachweise
1. ↑  Law on Administrative Territories and Populated Areas, likumi.lt, abgerufen am 7. August 2021